# 三浦守治
三浦 守治（みうら もりはる、安政4年5月11日〈1857年6月2日〉 - 大正5年〈1916年〉2月2日）は明治・大正期の病理学者。帝国大学医科大学の初代病理学教授、帝国学士院会員などをつとめた。東京帝国大学名誉教授、従二位勲二等瑞宝章受章。

## 経歴
磐城国田村郡御木沢村（現福島県田村郡三春町）に、三春藩士・村田七郎兵衛の次男として生まれ、幼いとき三浦義純の養子となった。
明治2年（1869年）藩校の講文堂に入る。寄宿舎の同期に加藤木重教がいる。明治5年（1872年）東京に出て岡千仭の門に入り漢学を修めた。明治6年（1873年）大学東校に入り、明治14年（1881年）東京大学医学部を首席で卒業し、内科助手となった。同級に高橋順太郎、中濱東一郎、森林太郎（森鷗外）、小池正直、賀古鶴所がいる。
明治15年（1882年）第5回文部省国費留学生に選ばれ、ドイツのライプツィヒ大学に留学、コーンハイムに師事。翌年ベルリン大学に移り、ルドルフ・ルートヴィヒ・カール・ウィルヒョーに師事。病理学を専攻し、ドクトル・デル・メディチーネの学位を得て明治20年（1887年）帰国。
帰国して間もない明治20年3月17日、帝国大学医科大学教授に就任し、病理学病理解剖学を担当することになり、この日が病理学教室創立の日とされた。明治24年（1891年）医学博士となった。明治35年（1902年）に再びヨーロッパ各国で病理学を研究。明治38年（1905年）陸軍省御用掛を兼ね、日露戦争の際に現地で脚気を調査。明治39年（1906年）には帝国学士院会員に任じられた。帰国後医師を開業。当時国民病とされた脚気の研究のほか、ジストマ、マラリアなど各分野の研究に貢献した。明治43年（1910年）退官。大正3年（1914年）東京帝国大学名誉教授となった。
大正5年（1916年）2月2日、急性腹膜炎により死去。59歳であった。遺体は遺言により病理解剖に付された。墓所は谷中霊園にある。
佐佐木信綱の門下として和歌に優れ、「移岳」の雅号を持っていた。東京大学医学部2号館本館の東入口には「世の中の風あらく吹きしきるとも 心の海に波なたてそね」の歌碑が掲げられている。

## 栄典
- 1900年（明治33年）12月20日 - 勲四等瑞宝章[3]
- 1903年（明治36年）12月26日 - 勲三等瑞宝章[4]
- 1912年（明治45年）3月1日 - 従三位[5]

## 著作
- 『剖検法』
- 『脚気治療法』
- 『脚気の病理』